# Sophie Carmen Eckhardt-Gramatté
Sophie Carmen Eckhardt-Gramatté z domu Fridman (ur. 6 stycznia 1902 w Moskwie, zm. 2 grudnia 1974 w Stuttgarcie) – austriacko-kanadyjska kompozytorka, pianistka i skrzypaczka.

## Życiorys

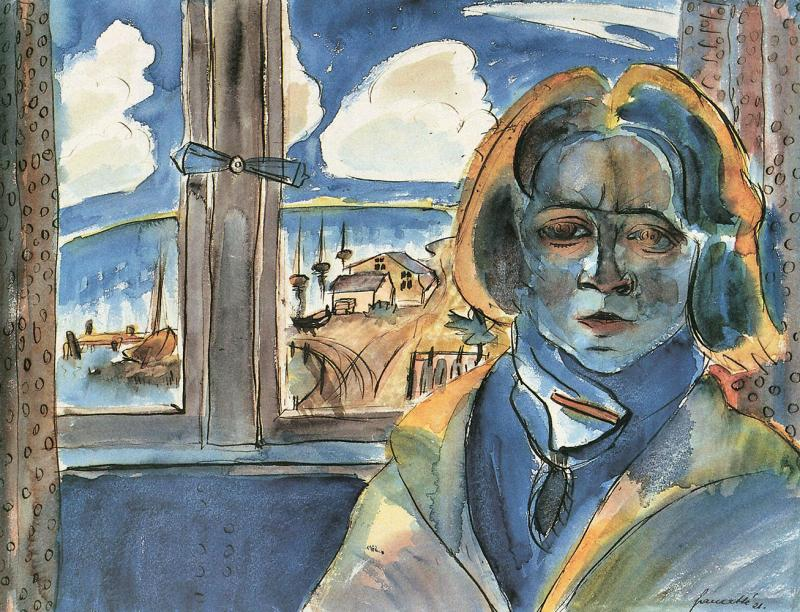
Kompozytorka na obrazie autorstwa męża W. Gramatté

Była trzecim dzieckiem Katariny Fridman z domu Koszewskiej, jej ojciec nie został ujawniony przez matkę. Wychowywała się z matką, która uczyła ją gry na pianinie. Mieszkała w Moskwie. W wieku 4 lat przeprowadziła się wraz z matką i siostrą Sophie-Blanche do Paryża.  
Pobierała lekcje gry na skrzypcach. Studiowała grę na fortepianie i skrzypcach w Konserwatorium Petersburskim, następnie kształciła się w Paryżu oraz w Berlińskiej Akademii Muzycznej. Poślubiła malarza Waltera Gramatté w 1920 roku (zmarł w 1932). Mieszkała w Wiedniu. Następnie poślubiła dziennikarza i historyka sztuki Ferdinanda Eckhardta w 1934 roku. Przeniosła się z mężem do Winnipeg w Kanadzie w 1953 roku. Przyjęła obywatelstwo kanadyjskie poprzez naturalizację w 1958 roku. Brandon University przyznał jej stopień doktora habilitowanego nauk humanistycznych, a w Austrii otrzymała tytuł profesora. Koncertowała głównie jako pianistka w Europe i w Stanach Zjednoczonych. Zmarła w wyniku wypadku. 

## Nagrody
- Preis der Gesellschaft deutscher und österreichischer Komponistinnen in Mannheim – 1. nagroda (1961)[3]
- Preis der Gesellschaft deutscher und österreichischer Komponistinnen in Mannheim – 3. nagroda (1966)[3]

## Twórczość
Pisała muzykę orkiestrową, kameralną, utwory skrzypcowe i fortepianowe. Wybrane kompozycje:
- I symfonia[2] (1940)
- Koncert fortepianowy (1946)[2]
- I kwartet smyczkowy (1939)[2]
- II kwartet smyczkowy (1943)[2]
- Concerto for Orchestra (1955)[1]
- II symfonia „Manitoba” (1970)[1]